# РБ-301Б «Борисоглєбськ-2»
РБ-301Б «Борисоглєбськ-2» (рос. «Борисоглебск-2») — російський автоматизований комплекс радіоелектронного придушення. Призначений для придушення систем супутникового зв'язку та радіонавігаційних систем КХ та УКХ діапазонів.

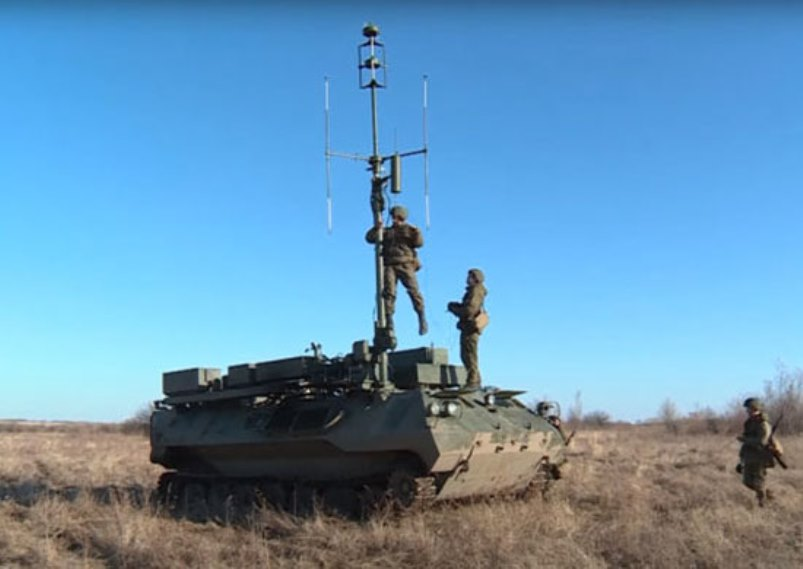
Комплекс радіоелектронної боротьби «Борисоглібськ-2»

## Загальні відомості
Передбачалося що головним виконавцем ДКР «Борисоглєбська-2», поставленої замовником у 2004 році, буде ТНІІР «Ефір», а ВАТ "Концерн «Созвездие» (укр. Сузір'я) — виконавцем складових частин ДКР з розробки засобів радіорозвідки КХ і УКХ діапазонів і ПУ комплексу «Борисоглєбськ-2». Але у 2009 році ВАТ "Концерн «Созвездие» став основним розробником проєкту. У 2010 році були проведені державні випробування нового комплексу, за результатам котрих він був рекомендований до прийняття на озброєння.
Програмне забезпечення (ПЗ) комплексу розроблялося за єдиними вимогами до інтерфейсу автоматизованого робочого місця операторів, що забезпечує зручність робіт посадових осіб при переході з одного об'єкта на інший.
У 2009—2010 роках комплекс "Борисоглєбськ-2″ проходив перші випробування, а у 2011 планували налагодити серійне виробництво комплексу.
Перші 8 комплексів були поставлені у війська у 2013 р. За 2014-15 роки до війська було поставлено 14 комплексів.

## Тактико-технічні характеристики
Час розгортання 15 хв.
Пункт управління Р-300КМВ — складає чотири особи.

## Склад комплексу
Пункт управління Р-300КМВ та окремі машини зі станціями радіоелектронного обладнання Р-378БМВ, Р-330БМВ, Р-934БМВ і Р-325УМВ. Повний комплект комплексу включає дев'ять різних машин з різним набором обладнання. Всі засоби встановлені на базі багатоцільового транспортера-тягача легкого бронювання — МТ-ЛБ. До складу «Борисоглєбськ-2» включено кілька дизельних генераторів. Передбачено можливість подання живлення від існуючої цивільної чи промислової інфраструктури. У такому випадку машини комплексу можуть підключатися до мережі з напругою 220 або 380 В і частотою 50 Гц. Серед засобів комплексу є можливість виконання радіотехнічної розвідки та встановлення радіотехнічних перешкод.

## Бойове застосування

### Російсько-українська війна
3 лютого 2015 комплекс був зафіксований в районі Брянки.
У 2016 році бойовики окремої роти РЕБ були зафіксовані з комплексом під Луганськом.
13 березня 2022 року стало відомо що Збройні Сили України захопили комплекс радіоелектронної боротьби РБ-301Б «Борисоглєбск-2» росіян.
13 вересня 2022 року стало відомо що в харківській області українські військові захопили російську станцію перешкод «Р-934БМВ». то'
16 жовтня 2023 року стало відомо що українські військові знищили російську станцію Р-934БМВ комплексу «Борисоглєбск-2» за допомогою FPV-дрона.
За повідомленням Юрія Бутусова (від 23 жовтня 2023) бійці підрозділу аеророзвідки Flying Skull виявили станцію радіоелектронної боротьби «Борисоглєбск-2», яка була замаскована в лісосмузі. Після отримання координат українській артилерії вистачило одного пострілу для знищення техніки противника.
11 червня 2024 року стало відомо, що військові роти ударних дронів «Тайстра» 10-ї гірсько-штурмової бригади «Едельвейс» уразили комплекс «Борисоглєбск-2» росіян за допомогою FPV дрона.
15 листопада 2024 року дальньою повітряною розвідкою 414 ОПУБАС Птахи Мадяра було виявлено РЕБ Борисоглєбськ-2 в районі села Сергіївка на Покровському напрямку Донецької області. Окремий загін безпілотних систем спеціального призначення «Тайфун» Національної гвардії України у співпраці з 14 Штурмовою бригадою НГУ - «ЧЕРВОНА КАЛИНА» багаторазово уразив російську станцію за допомогою дронів FPV. В результаті повторної дальньої повітряної дорозвідки 414 ОПУБАС Птахи Мадяра було виявлено, що засіб не знищено, що призвело до необхідності нанесення повторного ураження спецзасобами. В ніч з 15 на 16 листопада силами розрахунку пілотів 414 ОПУБАС Птахи Мадяра, а саме екіпажем нічного бомбера Вампір було нанесено 6 зафільмованих ударів тяжкими боєприпасами запалювальної, камулятивноі та фугасної дії, в результаті чого РЕБ-станцію Борисоглебськ-2 знищено. В результаті проведення ранкової дорозвідки 414 ОПУБАС Птахи Мадяра підтверджено знищення.

## Експлуатанти
- Росія
- Україна (з березня 2022)

## Галерея

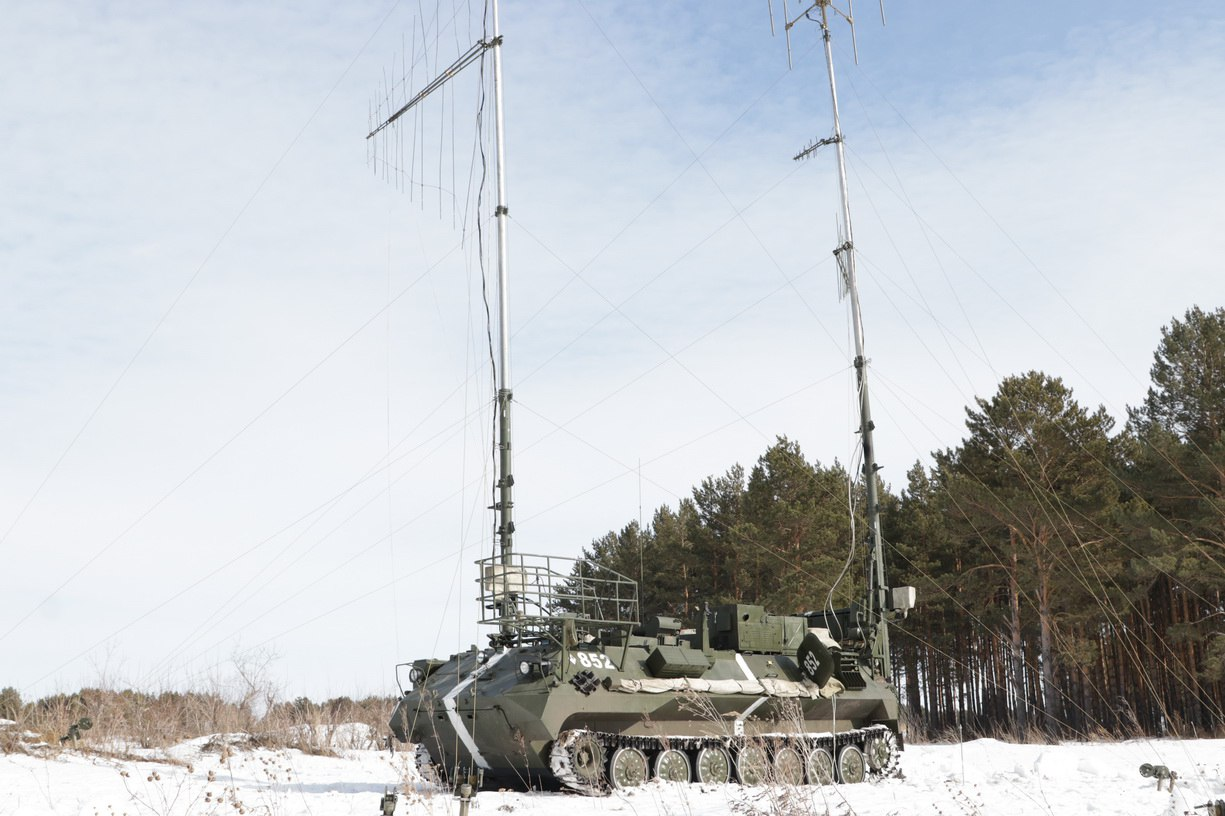
Борисоглєбськ-2 в бойовому положенні
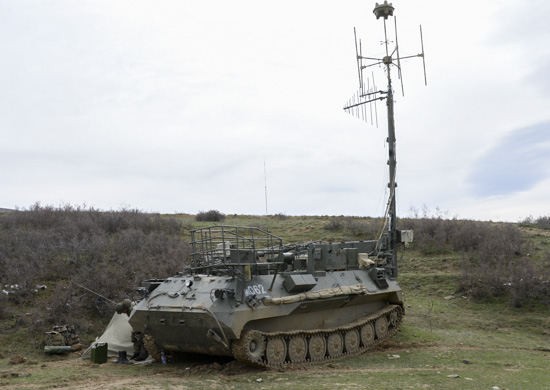
Борисоглєбськ-2 в бойовому положенні
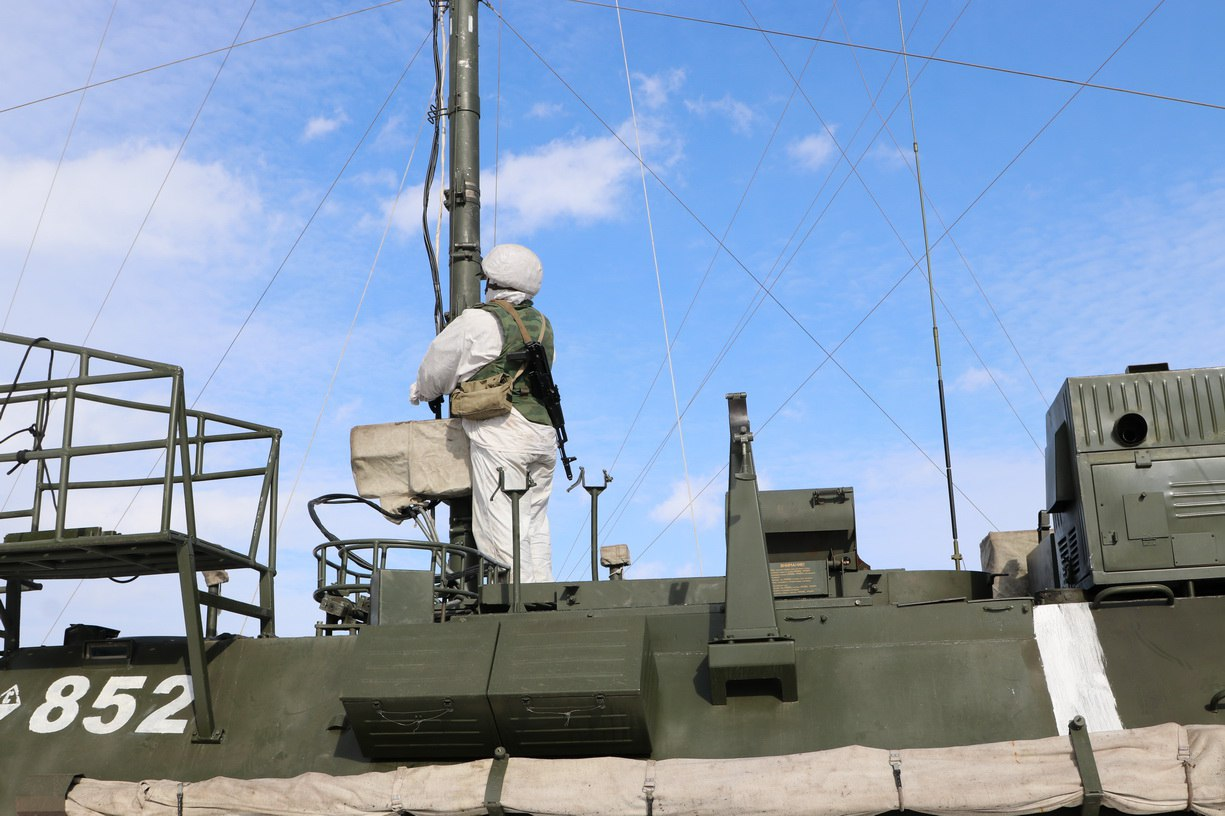
Елементи обладнання
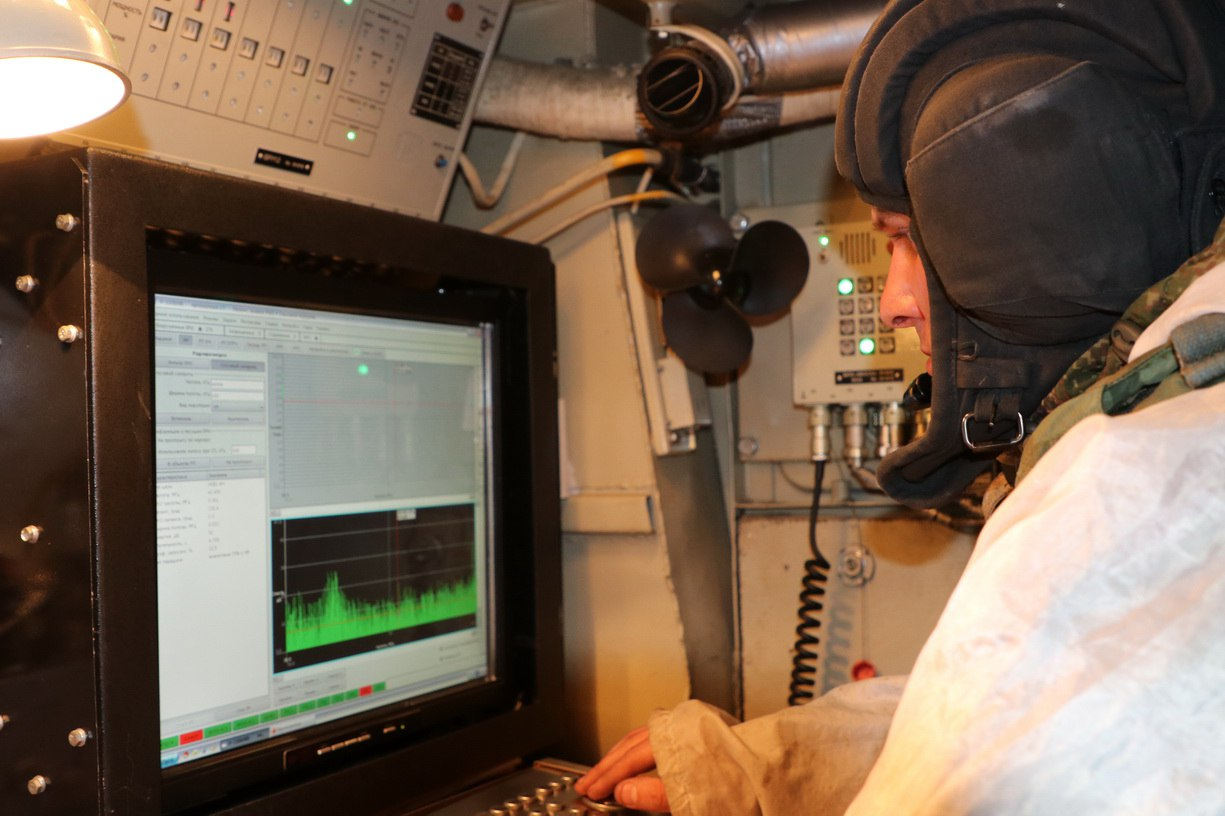
Місце системного оператора
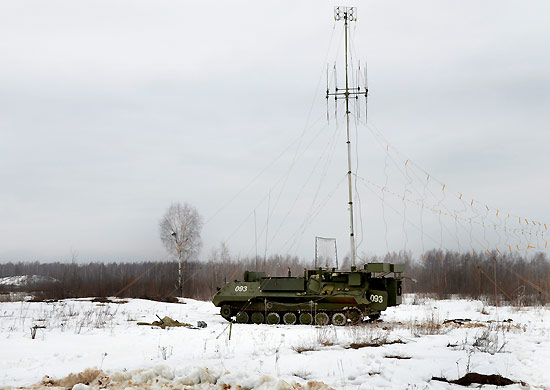
Один із транспортних засобів системи Борисоглєбськ-2